# Nekrolog 3. Quartal 1944
Nekrolog
◄◄
| ◄
| 1940
| 1941
| 1942
| 1943
| 1944 | 1945 | 1946 | 1947 | 1948 | ► | ►►
1. Quartal |
2. Quartal |
3. Quartal |
4. Quartal 1944
Weitere Ereignisse | Allgemeiner Nekrolog 1944
Die Beschreibung der verstorbenen Person sollte so kurz wie möglich gehalten sein und nur deren signifikante Tätigkeit(en) enthalten.
Neue Namen ggf. auch unter dem Geburts- und Sterbedatum, also etwa unter 1. Januar und im Geburts- und Sterbejahr (2024) eintragen (nur bei entsprechender großer Wichtigkeit). Für Beispiele siehe die schon vorhandenen Artikel.
Außerdem über die fünf zuletzt Verstorbenen, zu denen es einen ausreichend guten Artikel für eine Präsentation auf der Hauptseite gibt, nach der todesbedingten Überarbeitung der Artikel ggf. auch unter Wikipedia Diskussion:Hauptseite informieren und sie am besten auch in den anderen Wikipedia-Sprachversionen eintragen. Tipp: Regelmäßig bei news.google.de nach „ist tot“, „gestorben“ oder „verstorben“ suchen.
Wenn eine Person gestorben ist, gibt es viele Seiten zu dieser Person in der Wikipedia, die davon auch betroffen sind und entsprechend aktualisiert werden müssen. Beispiele: Namenübersichtsseite, Geburtsjahr, Geburtsort-Seiten und viele mehr.
Wie finde ich die betroffenen Seiten?
Im Suchfeld auf der linken Seite gibt man den Suchbegriff so ein: „Vorname Nachname“. Dann klickt man auf Volltext und alle Seiten mit entsprechendem Suchtext werden aufgerufen. Hier sieht man dann schnell, wo auch das Todesjahr Sinn macht oder sogar ein Teil des Artikels angepasst werden muss. Auch hilft das „Werkzeug“ auf der linken Seite sehr gut, um solche Seiten aufzufinden: „Links auf diese Seite“. Somit ist die Wikipedia wieder aktuell in allen Bereichen! Hinweis: bei Eintragung der Kategorie „Gestorben JAHR“ wird der Missbrauchsfilter 49 ausgelöst, was jedoch nicht schlimm ist. Siehe: Spezial:Missbrauchsfilter/49
Dies ist eine Liste von im dritten Quartal 1944 verstorbenen bekannten Persönlichkeiten. Die Einträge erfolgen innerhalb der einzelnen Daten alphabetisch sortiert. Tiere sind im Nekrolog für Tiere zu finden.

## Juli
| Tag      | Name                                    | Beruf, bekannt als                                                                                        | Alter | Beleg |
| -------- | --------------------------------------- | --- | ----- | ----- |
| 1. Juli  | Adam von Gernet                         | deutsch-baltischer Geodät und Hydrograph                                                                  | 65    |       |
| 1. Juli  | Montague Holbein                        | britischer Radsportler und Schwimmer                                                                      | 82    |       |
| 1. Juli  | Henri-Marcel Magne                      | französischer Künstler und Hochschullehrer                                                                |       |       |
| 1. Juli  | Carl Mayer                              | österreichischer Drehbuchautor                                                                            | 49    |       |
| 1. Juli  | Tatjana Nikolajewna Sawitschewa         | russische Tagebuch-Autorin                                                                                | 14    |       |
| 2. Juli  | Norman Davis                            | amerikanischer Geschäftsmann, Diplomat und Rotkreuz-Funktionär                                            | 65    |       |
| 2. Juli  | Hans-Jürgen Hellriegel                  | deutscher Marineoffizier und U-Bootkommandant im Zweiten Weltkrieg                                        | 27    |       |
| 2. Juli  | Yamanashi Hanzō                         | japanischer General und Politiker                                                                         | 80    |       |
| 3. Juli  | Hamid Olimjon                           | usbekischer Dichter                                                                                       |       |       |
| 3. Juli  | Karl Raapitz                            | deutscher Zollbeamter, Bürgermeister und Politiker (NSDAP)                                                | 49    |       |
| 3. Juli  | Alexander Rihm                          | deutscher Grafiker und Maler                                                                              | 40    |       |
| 3. Juli  | Hans Wölfel                             | deutscher Jurist, NS-Opfer                                                                                | 42    |       |
| 4. Juli  | Fritz Brukner                           | österreichischer Literaturwissenschaftler, Theaterwissenschaftler und Nestroy-Forscher                    | 62    |       |
| 4. Juli  | Tiemoko Garan Kouyaté                   | malischer Aktivist                                                                                        | 42    |       |
| 4. Juli  | James Tait                              | britischer Mittelalterhistoriker                                                                          | 81    |       |
| 5. Juli  | Adolf Abter                             | deutscher Regisseur, Drehbuchautor und Filmproduzent der Stummfilmzeit                                    | 56    |       |
| 5. Juli  | Gaston Cornereau                        | französischer Fechter                                                                                     | 55    |       |
| 5. Juli  | Wilhelm Florin                          | deutscher Politiker (KPD) und Widerstandskämpfer gegen den Nationalsozialismus, MdR                       | 50    |       |
| 5. Juli  | Anna Goldsteiner                        | österreichische Widerstandskämpferin gegen den Nationalsozialismus                                        | 45    |       |
| 5. Juli  | Emilie Tolnay                           | österreichische Friseurin und Widerstandskämpfer gegen den Nationalsozialismus                            | 42    |       |
| 6. Juli  | Jacques Bettenhausen                    | Begründer des Bahnhofsbuchhandels in Deutschland                                                          | 77    |       |
| 6. Juli  | Andrée Borrel                           | französische Agentin des SOE                                                                              | 24    |       |
| 6. Juli  | Hein Bretschneider                      | deutscher kommunistischer Widerstandskämpfer gegen den Nationalsozialismus                                | 39    |       |
| 6. Juli  | Jeanne Großvogel                        | belgische Résistance-Kämpferin und eine der Organisatoren der Roten Kapelle in Belgien und Frankreich     | 42    |       |
| 6. Juli  | Richard Heller                          | deutscher Widerstandskämpfer gegen den Nationalsozialismus                                                | 35    |       |
| 6. Juli  | Vera Leigh                              | britische Agentin, Résistancekämpferin und NS-Opfer                                                       | 41    |       |
| 6. Juli  | Nagumo Chūichi                          | Vizeadmiral der kaiserlich japanischen Marine                                                             | 57    |       |
| 6. Juli  | Sonia Olschanezky                       | französische Agentin des SOE                                                                              | 20    |       |
| 6. Juli  | Diana Rowden                            | britische Agentin, Résistancekämpferin und NS-Opfer                                                       | 29    |       |
| 6. Juli  | Anton Winterink                         | niederländischer Widerstandskämpfer                                                                       | 29    |       |
| 6. Juli  | Emmy Belinfante                         | niederländische Journalistin und Frauenrechtlerin                                                         | 69    |       |
| 7. Juli  | Franz Berghammer                        | österreichischer Feldhandballspieler                                                                      | 30    |       |
| 7. Juli  | Georges Mandel                          | französischer Innenminister                                                                               | 59    |       |
| 7. Juli  | Paul Martin                             | englischer Fotograf                                                                                       | 80    |       |
| 7. Juli  | Jouko Norén                             | finnischer Dreispringer                                                                                   | 29    |       |
| 7. Juli  | Heinrich Otto                           | Landtagsabgeordneter des Volksstaats Hessen                                                               | 51    |       |
| 7. Juli  | Richard Remé                            | deutscher Pastor und Gründer des Amalie Sieveking-Hauses                                                  | 69    |       |
| 7. Juli  | Erich Salomon                           | deutscher Fotojournalist                                                                                  | 58    |       |
| 7. Juli  | William Lutley Sclater                  | britischer Zoologe und Ornithologe                                                                        | 80    |       |
| 8. Juli  | Marianne Cohn                           | deutsche Fürsorgerin, Opfer des NS-Regimes                                                                | 21    |       |
| 8. Juli  | Hans Dambach                            | deutscher SS-Mann und KZ-Aufseher                                                                         | 29    |       |
| 8. Juli  | Richard P. Freeman                      | US-amerikanischer Politiker                                                                               | 75    |       |
| 8. Juli  | Friedrich Wilhelm von Oertzen           | deutscher Journalist, Publizist und Schriftsteller                                                        | 45    |       |
| 8. Juli  | Günther von Pogrell                     | deutscher Offizier, zuletzt General der Kavallerie                                                        | 65    |       |
| 8. Juli  | George B. Seitz                         | US-amerikanischer Filmregisseur und Drehbuchautor                                                         | 56    |       |
| 8. Juli  | Takagi Takeo                            | Vizeadmiral der kaiserlich japanischen Marine                                                             | 52    |       |
| 9. Juli  | Marie-Joseph Erb                        | französischer Organist, Komponist und Musikpädagoge                                                       | 85    |       |
| 9. Juli  | Alfred Forke                            | deutscher Sinologe                                                                                        | 77    |       |
| 9. Juli  | Elise Gleichmann                        | deutsche Volkskundlerin und Heimatforscherin                                                              | 89    |       |
| 9. Juli  | Martin A. Morrison                      | US-amerikanischer Politiker                                                                               | 82    |       |
| 9. Juli  | Frederic John Walker                    | britischer Offizier der Royal Navy, U-Boot-Jäger im Zweiten Weltkrieg                                     | 48    |       |
| 10. Juli | Robert Abshagen                         | deutscher Kommunist und Widerstandskämpfer gegen den Nationalsozialismus                                  | 33    |       |
| 10. Juli | Otto Grabowski                          | deutscher Widerstandskämpfer gegen den Nationalsozialismus                                                | 42    |       |
| 10. Juli | Augusts Greble                          | lettischer Fußballspieler                                                                                 | 37    |       |
| 10. Juli | Edward Joseph Hanna                     | US-amerikanischer Geistlicher, Erzbischof von San Francisco                                               | 83    |       |
| 10. Juli | Helene Herrmann                         | deutsche Philologin und Lehrerin                                                                          | 67    |       |
| 10. Juli | Felix Hunn                              | deutscher Fußballspieler                                                                                  | 66    |       |
| 10. Juli | Erich Krause                            | deutscher Kommunist und Widerstandskämpfer                                                                | 39    |       |
| 10. Juli | Arthur Ladwig                           | deutscher Kommunist und Widerstandskämpfer                                                                | 42    |       |
| 10. Juli | Lucien Pissarro                         | französischer Maler, Grafiker und Holzstecher                                                             | 81    |       |
| 10. Juli | Oskar Reincke                           | deutscher Kommunist und Widerstandskämpfer gegen den Nationalsozialismus                                  | 37    |       |
| 11. Juli | Aaro Kiviperä                           | finnischer Moderner Fünfkämpfer und Basketballfunktionär                                                  | 32    |       |
| 11. Juli | Christian Meisner                       | deutscher Jurist und Politiker (SPD)                                                                      | 76    |       |
| 11. Juli | Richard Reitsamer                       | religiös motivierter Kriegsdienstverweigerer                                                              | 43    |       |
| 11. Juli | Theodor Rothschild                      | deutscher, jüdischer Pädagoge                                                                             |       |       |
| 11. Juli | Martin Schian                           | deutscher Theologe, Kirchenhistoriker und Hochschullehrer                                                 | 74    |       |
| 12. Juli | Simon Abramowitz                        | deutscher Jurist und Staatsbeamter                                                                        | 57    |       |
| 12. Juli | Georg Blank                             | deutscher Politiker und Widerstandskämpfer                                                                | 56    |       |
| 12. Juli | Anton Greinstetter                      | österreichischer Politiker, Landtagsabgeordneter                                                          | 70    |       |
| 12. Juli | Gerhard Kratzat                         | deutscher Widerstandskämpfer gegen den Nationalsozialismus                                                | 35    |       |
| 12. Juli | Louis-Henri Nicot                       | französischer Bildhauer                                                                                   | 66    |       |
| 12. Juli | Theodore Roosevelt junior               | US-amerikanischer Geschäftsmann, Autor, Abenteurer, Reisender, Staatsbeamter, Politiker und Armeeoffizier | 56    |       |
| 12. Juli | Gerhard Schröder                        | deutscher Historiker                                                                                      | 36    |       |
| 12. Juli | Heinz Steyer                            | deutscher Arbeitersportler, Kommunist und Widerstandskämpfer                                              | 34    |       |
| 12. Juli | Karel Vokáč                             | tschechischer Dichter und Schriftsteller                                                                  | 40    |       |
| 13. Juli | José André                              | argentinischer Komponist und Musikkritiker                                                                | 63    |       |
| 13. Juli | Sergei Nikolajewitsch Bulgakow          | russischer Ökonom und orthodoxer Theologe                                                                 | 72    |       |
| 13. Juli | Julius Sylvester                        | österreichischer Jurist und Politiker                                                                     | 90    |       |
| 14. Juli | Asmahan                                 | syrische Sängerin, Komponistin und Schauspielerin                                                         | 26    |       |
| 14. Juli | Joseph L. Bristow                       | US-amerikanischer Politiker                                                                               | 82    |       |
| 14. Juli | Eugenio Calò                            | italienischer Partisan und Widerstandskämpfer gegen den Nationalsozialismus                               | 38    |       |
| 14. Juli | Wolf-Werner von der Schulenburg         | deutscher Offizier und nationalsozialistischer Politiker                                                  | 44    |       |
| 14. Juli | Arthur Somers-Cocks, 6. Baron Somers    | britischer Offizier, Gouverneur von Victoria                                                              | 57    |       |
| 14. Juli | Aubrey Waterfield                       | britischer Maler und Illustrator                                                                          | 69    |       |
| 15. Juli | Robert William Hamilton                 | schottischer Politiker der Liberal Party                                                                  | 76    |       |
| 15. Juli | Georg Kleine                            | deutscher Marineoffizier und Konteradmiral im Zweiten Weltkrieg                                           | 62    |       |
| 15. Juli | Philipp Christiaan Molhuysen            | Bibliothekar der Königlichen Bibliothek der Niederlande                                                   | 73    |       |
| 15. Juli | Kazimierz Sakowicz                      | polnischer Journalist                                                                                     |       |       |
| 15. Juli | Gian Ferdinando Tomaselli               | italienischer Bahnradsportler, Motorrad- und Automobilrennfahrer sowie Konstrukteur                       | 68    |       |
| 15. Juli | Carl Wiman                              | schwedischer Paläontologe                                                                                 | 77    |       |
| 16. Juli | Alexandre de Laborde                    | französischer Offizier und Bibliophiler                                                                   | 90    |       |
| 16. Juli | Kurt Mende                              | deutscher Politiker (NSDAP), MdR und SA-Führer                                                            | 36    |       |
| 16. Juli | John B. Peterson                        | US-amerikanischer Politiker                                                                               | 94    |       |
| 16. Juli | Johannes Post                           | niederländischer Widerstandskämpfer                                                                       | 37    |       |
| 16. Juli | Vitale Venzi                            | italienischer Skisportler                                                                                 | 40    |       |
| 17. Juli | Gyula Alpári                            | ungarischer kommunistischer Publizist                                                                     | 62    |       |
| 17. Juli | Otto Lemm                               | deutscher Kommunist und Widerstandskämpfer                                                                | 48    |       |
| 17. Juli | Helene von Nostitz                      | deutsche Schriftstellerin und Salonière                                                                   | 65    |       |
| 17. Juli | William James Sidis                     | US-amerikanisches Genie                                                                                   | 46    |       |
| 18. Juli | Wim Anderiesen                          | niederländischer Fußball-Nationalspieler                                                                  | 40    |       |
| 18. Juli | Kaspar Dantscher                        | deutscher Ingenieur, Professor für Wasserbau                                                              | 66    |       |
| 18. Juli | Alan Dinehart                           | US-amerikanischer Schauspieler und Autor                                                                  | 54    |       |
| 18. Juli | Martin Gerlach junior                   | österreichischer Photograph                                                                               | 65    |       |
| 18. Juli | Willi Kürten                            | deutscher Hürdenläufer                                                                                    | 36    |       |
| 18. Juli | Hermann Mämpel                          | deutscher Politiker (SPD)                                                                                 | 77    |       |
| 18. Juli | T. Sturge Moore                         | englischer Schriftsteller                                                                                 | 74    |       |
| 18. Juli | Miklós Suba                             | ungarisch-amerikanischer Maler und Architekt                                                              |       |       |
| 18. Juli | Rudolf Trautmann                        | deutscher Politiker (NSDAP), MdR                                                                          | 36    |       |
| 18. Juli | Walter Weber                            | deutscher Pionier der elektromagnetischen Tonaufzeichnung                                                 | 37    |       |
| 18. Juli | Rex Whistler                            | englischer Maler, Designer und Illustrator                                                                | 39    |       |
| 19. Juli | Arai Shigeo                             | japanischer Schwimmer                                                                                     | 27    |       |
| 19. Juli | Will Marion Cook                        | US-amerikanischer Komponist                                                                               | 75    |       |
| 19. Juli | Christian Krollmann                     | deutscher Philologe, Bibliothekar und Archivar                                                            | 78    |       |
| 19. Juli | Marian Kudera                           | polnischer Widerstandskämpfer gegen das NS-Regime                                                         | 20    |       |
| 19. Juli | Karl Leimer                             | deutscher Musikpädagoge und Pianist                                                                       | 86    |       |
| 19. Juli | Immanuel Löw                            | ungarischer Rabbiner und Gelehrter                                                                        | 90    |       |
| 19. Juli | Hartmut Plaas                           | deutscher SS-Offizier, Widerstandskämpfer                                                                 | 44    |       |
| 19. Juli | Siegfried Powolny                       | österreichischer Feldhandballspieler                                                                      | 28    |       |
| 19. Juli | Kurt Zielenziger                        | deutscher Volkswirt und Journalist                                                                        | 54    |       |
| 20. Juli | Lars Hansen                             | norwegischer Schriftsteller                                                                               | 75    |       |
| 20. Juli | Mildred Harris                          | US-amerikanische Filmschauspielerin                                                                       | 42    |       |
| 20. Juli | Thomas Fermor-Hesketh, 1. Baron Hesketh | britischer Adliger und Politiker                                                                          | 62    |       |
| 20. Juli | Benjamin Jarrett                        | US-amerikanischer Politiker                                                                               | 63    |       |
| 20. Juli | Friedrich Olbricht                      | deutscher General der Infanterie im Zweiten Weltkrieg und im Widerstand                                   | 55    |       |
| 20. Juli | Otto Pieper                             | deutscher Politiker (NSDAP)                                                                               | 34    |       |
| 20. Juli | Heinz Riefenstahl                       | deutscher Ingenieur                                                                                       | 38    |       |
| 20. Juli | Johannes Daniel Volkmann                | Bremer Wollkaufmann                                                                                       | 66    |       |
| 21. Juli | Ludwig Beck                             | deutscher Offizier, Generaloberst und Widerstandskämpfer                                                  | 64    |       |
| 21. Juli | Heinz Brandt                            | deutscher Oberst und Springreiter                                                                         | 37    |       |
| 21. Juli | Theodor Demmler                         | deutscher Kunsthistoriker                                                                                 | 65    |       |
| 21. Juli | Philip Fox                              | US-amerikanischer Astronom                                                                                | 66    |       |
| 21. Juli | Wilhelm Grimm                           | deutscher Politiker (NSDAP), MdR, Gauleiter                                                               | 54    |       |
| 21. Juli | Werner von Haeften                      | deutscher Jurist, Offizier und Widerstandskämpfer gegen den Nationalsozialismus                           | 35    |       |
| 21. Juli | Franz Jaindl-Haring                     | österreichisch-deutscher Arbeiter und Opfer der NS-Kriegsjustiz                                           | 48    |       |
| 21. Juli | Hans-Ulrich von Oertzen                 | deutscher Offizier und Widerstandskämpfer                                                                 | 29    |       |
| 21. Juli | Luzian Pfleger                          | deutscher Historiker, Lehrer und Priester                                                                 | 68    |       |
| 21. Juli | Magnus Poser                            | deutscher Kommunist und Widerstandskämpfer gegen das NS-Regime                                            | 37    |       |
| 21. Juli | Albrecht Mertz von Quirnheim            | deutscher Widerstandskämpfer gegen den Nationalsozialismus                                                | 39    |       |
| 21. Juli | Wilhelm Rex                             | deutscher Bildhauer                                                                                       | 74    |       |
| 21. Juli | Walter Scheller                         | deutscher Offizier, zuletzt Generalleutnant im Zweiten Weltkrieg                                          | 52    |       |
| 21. Juli | Walter Schick                           | deutscher Jurist, Gestapo-Mitarbeiter und SS-Führer                                                       | 35    |       |
| 21. Juli | Claus Schenk Graf von Stauffenberg      | deutscher Offizier und Hitlerattentäter                                                                   | 36    |       |
| 21. Juli | Henning von Tresckow                    | deutscher Offizier und Mitglied des Widerstandes vom 20. Juli 1944                                        | 43    |       |
| 22. Juli | Rudolf Fickeisen                        | deutscher Ruderer                                                                                         | 59    |       |
| 22. Juli | Arthur Hauffe                           | deutscher Offizier, zuletzt General der Infanterie im Zweiten Weltkrieg                                   | 51    |       |
| 22. Juli | Georg Conrad Kißling                    | deutscher Brauereibesitzer und Widerstandskämpfer                                                         | 51    |       |
| 22. Juli | Günther Korten                          | deutscher Offizier und Generalstabschef der Luftwaffe im Zweiten Weltkrieg                                | 45    |       |
| 22. Juli | Oleksandr Oles                          | ukrainischer Schriftsteller                                                                               | 65    |       |
| 22. Juli | Franz Seywald                           | österreichischer Beamter                                                                                  | 53    |       |
| 22. Juli | Jewgeni Nikolajewitsch Somow            | russischer Schachkomponist                                                                                | 34    |       |
| 22. Juli | Herbert-Ernst Vahl                      | deutscher SS-Brigadeführer und Generalmajor der Waffen-SS                                                 | 47    |       |
| 23. Juli | Alicia Lloyd Still                      | englische Krankenschwester und Präsidentin des International Council of Nurses                            | 74    |       |
| 23. Juli | Max Nettlau                             | deutscher Sprachforscher und Historiker des Anarchismus                                                   | 79    |       |
| 23. Juli | Ludwig von Salm                         | österreichischer Tennisspieler                                                                            | 59    |       |
| 23. Juli | Hans von Sponeck                        | deutscher Offizier, zuletzt Generalleutnant der Wehrmacht im Zweiten Weltkrieg                            | 56    |       |
| 23. Juli | Eduard Wagner                           | deutscher General und Generalquartiermeister                                                              | 50    |       |
| 24. Juli | Heinrich Gißel                          | deutscher Chirurg, Hochschullehrer an der Universität Rostock und hochrangiger NS-Funktionär              | 42    |       |
| 24. Juli | Wilhelm Knöchel                         | deutscher Kommunist und Widerstandskämpfer                                                                | 44    |       |
| 24. Juli | O’Neill Spencer                         | US-amerikanischer Jazz-Sänger und Schlagzeuger                                                            | 34    |       |
| 24. Juli | Hermann Wattenberg                      | deutscher Chemiker und Meereskundler                                                                      | 43    |       |
| 25. Juli | Hans Georg Schmidt von Altenstadt       | deutscher Generalmajor                                                                                    | 39    |       |
| 25. Juli | Georg Bald                              | deutscher Jurist, Landrat des Kreises Meschede (1934–1936)                                                | 40    |       |
| 25. Juli | Karl von Haffner                        | deutscher Jurist                                                                                          | 88    |       |
| 25. Juli | Max Kommerell                           | deutscher Literaturhistoriker, Schriftsteller und Übersetzer                                              | 42    |       |
| 25. Juli | Lesley J. McNair                        | US-amerikanischer General                                                                                 | 61    |       |
| 25. Juli | Max Rabes                               | deutscher Landschafts- und Porträtmaler                                                                   | 76    |       |
| 25. Juli | Karl Stützel                            | deutscher Politiker (BVP)                                                                                 | 72    |       |
| 25. Juli | Jonny Stüve                             | deutscher kommunistischer Widerstandskämpfer gegen den Nationalsozialismus                                | 42    |       |
| 25. Juli | Jakob Johann von Uexküll                | Biologe und Philosoph                                                                                     | 79    |       |
| 25. Juli | László Weiner                           | jüdisch-ungarischer Pianist, Komponist und Dirigent                                                       | 28    |       |
| 26. Juli | Clóvis Beviláqua                        | brasilianischer Jurist, Philosoph und Historiker                                                          | 84    |       |
| 26. Juli | Paweł Finder                            | polnischer Politiker                                                                                      | 39    |       |
| 26. Juli | Małgorzata Fornalska                    | polnische Kommunistin                                                                                     | 42    |       |
| 26. Juli | Wessel Freytag von Loringhoven          | Oberst im Generalstab der deutschen Wehrmacht                                                             | 44    |       |
| 26. Juli | Oskar Heimstädt                         | deutscher Optotechniker und Mikroskopentwickler, tätig in Wien                                            | 65    |       |
| 26. Juli | Gustav Hochstetter                      | deutschsprachiger jüdischer Schriftsteller und Dichter                                                    | 71    |       |
| 26. Juli | János Krizmanich                        | ungarischer Turner                                                                                        | 55    |       |
| 26. Juli | Hubert Materlik                         | deutscher Widerstandskämpfer gegen den Nationalsozialismus und Politiker (KPD)                            | 49    |       |
| 26. Juli | Leo Meter                               | deutscher Buchillustrator                                                                                 | 34    |       |
| 26. Juli | Reza Schah Pahlavi                      | Schah von Persien                                                                                         | 66    |       |
| 26. Juli | Jacques Rotmil                          | russischer Filmarchitekt                                                                                  | 55    |       |
| 26. Juli | Siegfried Wagner                        | deutscher Offizier und Widerstandskämpfer gegen den Nationalsozialismus                                   | 63    |       |
| 26. Juli | Arthur Winkler                          | deutscher Seidenkaufmann und Bronzebildner                                                                | 79    |       |
| 27. Juli | Wilhelm Beuttel                         | deutscher Widerstandskämpfer und KPD-Funktionär                                                           | 43    |       |
| 27. Juli | Wilhelm von Brand                       | württembergischer Generalleutnant                                                                         | 88    |       |
| 27. Juli | Helmut Breymann                         | deutscher Politiker (NSDAP), MdR                                                                          | 33    |       |
| 27. Juli | Therese Brinkmeier                      | deutsches NS-Opfer                                                                                        | 41    |       |
| 27. Juli | Perry McGillivray                       | US-amerikanischer Schwimmer und Wasserballspieler                                                         | 50    |       |
| 27. Juli | Francis James Mortimer                  | britischer Fotograf und Herausgeber                                                                       |       |       |
| 27. Juli | Willi Seng                              | deutscher Widerstandskämpfer gegen den Nationalsozialismus                                                | 35    |       |
| 28. Juli | Ralph Howard Fowler                     | britischer Physiker und Astronom                                                                          | 55    |       |
| 28. Juli | Franz Glas                              | österreichischer Jurist und Politiker                                                                     | 78    |       |
| 28. Juli | Ernst Lejeune                           | deutscher Kaufmann und Numismatiker                                                                       | 74    |       |
| 28. Juli | Werner Lueben                           | deutscher Jurist und Generalstabsrichter                                                                  | 50    |       |
| 28. Juli | Fritz von Scholz                        | österreichischer SS-Gruppenführer im Zweiten Weltkrieg                                                    | 47    |       |
| 28. Juli | Werner Schrader                         | deutscher Lehrer, Offizier und Widerstandskämpfer                                                         | 49    |       |
| 29. Juli | Hans Collani                            | deutscher Offizier der Waffen-SS                                                                          | 36    |       |
| 29. Juli | Walter Krajnc                           | österreichischer Widerstandskämpfer gegen den Nationalsozialismus                                         | 28    |       |
| 29. Juli | Jürgen Kühl                             | deutscher Schiffszimmerer und Politiker (SPD)                                                             | 79    |       |
| 29. Juli | Emil Lohbeck                            | deutscher Basketballspieler                                                                               | 38    |       |
| 29. Juli | David Eugene Smith                      | US-amerikanischer Mathematikhistoriker und Mathematikpädagoge                                             | 84    |       |
| 29. Juli | Horst Trebes                            | deutscher Fallschirmjäger-Offizier der Wehrmacht                                                          | 27    |       |
| 29. Juli | Samuel Howard Whitbread                 | britischer Politiker, Mitglied des House of Commons                                                       | 86    |       |
| 30. Juli | Friedrich Körber                        | deutscher Ingenieur                                                                                       | 57    |       |
| 30. Juli | Anna von Maydell                        | deutsch-baltische Malerin                                                                                 | 82    |       |
| 30. Juli | Nikolai Nikolajewitsch Polikarpow       | sowjetischer Flugzeugkonstrukteur                                                                         | 52    |       |
| 30. Juli | Otto Walter                             | Schweizer Verleger, Redakteur, Schriftsteller und Politiker                                               | 55    |       |
| 31. Juli | Harald Arbin                            | schwedischer Wasserspringer, Leichtathlet und Ruderer                                                     | 76    |       |
| 31. Juli | Anestis Delias                          | griechischer Sänger und Bouzouki-Interpret                                                                |       |       |
| 31. Juli | Walburga Kessler                        | deutsches Opfer der nationalsozialistischen Rassenhygiene im Rahmen der „Aktion Brandt“                   | 25    |       |
| 31. Juli | Antoine de Saint-Exupéry                | französischer Schriftsteller und Flieger                                                                  | 44    |       |
| 31. Juli | Otto Springborn                         | deutscher Widerstandskämpfer gegen den Nationalsozialismus                                                | 54    |       |
| 31. Juli | Boris Wassiljewitsch Warnecke           | russischer Klassischer Philologe                                                                          | 70    |       |
|          | István Farkas                           | ungarischer Maler und Verleger                                                                            | 56    |       |
|          | Alfred Klahr                            | österreichischer Staatswissenschaftler, Kommunist und Journalist                                          | 39    |       |
|          | Hans Lenk                               | deutscher Kreishauptmann in Polen                                                                         | 40    |       |
|          | Lilly Luisa Liebesná                    | tschechisch-jüdischer KZ-Häftling                                                                         | 17    |       |
|          | Luise Straus-Ernst                      | deutsche Kunsthistorikerin, Journalistin und Künstlerin                                                   | 50    |       |

## August
| Tag        | Name                                                | Beruf, bekannt als                                                                                                | Alter | Beleg |
| ---------- | --------------------------------------------------- | --- | ----- | ----- |
| 1. August  | Walter von Gulat-Wellenburg                         | deutscher Neurologe und Psychiater                                                                                | 67    |       |
| 1. August  | Albert Lautman                                      | französischer Philosoph                                                                                           | 36    |       |
| 1. August  | Marc M. Mouton                                      | US-amerikanischer Politiker                                                                                       | 43    |       |
| 1. August  | Eugen Mühlberger                                    | deutscher Gewichtheber                                                                                            | 41    |       |
| 1. August  | Jean Prévost                                        | französischer Schriftsteller, Romanist und Literaturwissenschaftler                                               | 43    |       |
| 1. August  | Manuel Quezon                                       | philippinischer Präsident                                                                                         | 65    |       |
| 2. August  | Joseph Bonnet                                       | französisch-kanadischer Komponist, Organist und Musikpädagoge                                                     | 60    |       |
| 2. August  | Charles Hardinge, 1. Baron Hardinge of Penshurst    | Vizekönig von Indien (1910–1916)                                                                                  | 86    |       |
| 2. August  | Jacob Kastelic                                      | Widerstandskämpfer                                                                                                | 47    |       |
| 2. August  | Martin Neuner                                       | deutscher Skispringer und Nordischer Kombinierer                                                                  | 43    |       |
| 2. August  | Felka Platek                                        | polnische Malerin                                                                                                 | 45    |       |
| 2. August  | Richard Woitaske                                    | deutscher römisch-katholischer Geistlicher, Steyler Missionar und Märtyrer                                        | 40    |       |
| 3. August  | Josef Axinger                                       | deutscher Widerstandskämpfer und Opfer der NS-Justiz                                                              | 72    |       |
| 3. August  | Sophie Blum-Lazarus                                 | deutsch-französische Landschafts- und Puppenmalerin                                                               | 77    |       |
| 3. August  | Lauri Koskela                                       | finnischer Ringer                                                                                                 | 37    |       |
| 4. August  | Krzysztof Kamil Baczyński                           | polnischer Dichter                                                                                                | 23    |       |
| 4. August  | Dale Eldon Christensen                              | US-amerikanischer Lieutenant, Träger der Medal of Honor                                                           | 24    |       |
| 4. August  | Georges Dillon-Cavanagh                             | französischer Fechter                                                                                             | 71    |       |
| 4. August  | Lothar von Hortstein                                | österreichischer Korpskommandant und k.u.k. General der Infanterie                                                | 88    |       |
| 4. August  | Friedbert Lademann                                  | deutscher Generalmajor                                                                                            | 70    |       |
| 4. August  | Wera Apollonowna Obolenskaja                        | russische Widerstandskämpferin der Résistance                                                                     | 33    |       |
| 4. August  | Klaus Riedel                                        | deutscher Raketenkonstrukteur und Mitbegründer des weltweit ersten Raketenflugplatzes                             | 37    |       |
| 5. August  | Selma von der Heydt                                 | deutsche Kunstmäzenin                                                                                             | 82    |       |
| 5. August  | Jonas Kessler                                       | deutscher Boxer, Opfer des Holocaust                                                                              | 36    |       |
| 5. August  | Jędrzej Moraczewski                                 | polnischer Politiker; Ministerpräsident Polens (1918–1919)                                                        | 74    |       |
| 6. August  | Franciszek Brzeziński                               | polnischer Komponist                                                                                              | 76    |       |
| 6. August  | Ernst Ehrhardt                                      | deutscher Architekt und preußischer Baubeamter, Dombaumeister in Bremen                                           | 88    |       |
| 6. August  | Wilhelm Gaede                                       | deutscher Verwaltungsjurist und Landrat                                                                           | 69    |       |
| 6. August  | Maria Grollmuß                                      | sorbisch-katholische Publizistin und Widerstandskämpferin                                                         | 48    |       |
| 6. August  | Friedrich Klausing                                  | deutscher Jurist und Hochschullehrer                                                                              | 56    |       |
| 6. August  | Dietrich Kraiss                                     | deutscher Offizier, zuletzt Generalleutnant im Zweiten Weltkrieg                                                  | 54    |       |
| 6. August  | Benjamín Orbón                                      | spanischer Pianist und Komponist                                                                                  | 67    |       |
| 7. August  | Charles Achard                                      | französischer Arzt                                                                                                | 84    |       |
| 7. August  | Horst Ademeit \| deutscher Luftwaffenoffizier       | 32 |       |       |
| 7. August  | Agustín Barrios                                     | paraguayischer Gitarrist und Komponist                                                                            | 59    |       |
| 7. August  | Marguerite Bervoets                                 | belgische Widerstandskämpferin gegen den Nationalsozialismus                                                      | 30    |       |
| 7. August  | John S. McGroarty                                   | US-amerikanischer Politiker                                                                                       | 81    |       |
| 7. August  | Juliusz Nagórski                                    | polnischer Architekt, Maler und Stadtplaner                                                                       | 57    |       |
| 7. August  | Miguel Antonio Otero                                | US-amerikanischer Politiker                                                                                       | 84    |       |
| 8. August  | Aino Ackté                                          | finnische Opernsängerin (Sopran)                                                                                  | 68    |       |
| 8. August  | Joseph Allekotte                                    | deutscher Politiker (Zentrums), MdR                                                                               | 77    |       |
| 8. August  | Karl Hugo Friedrich Bauer                           | deutscher Chemiker                                                                                                | 69    |       |
| 8. August  | Robert Bernardis                                    | österreichischer Offizier und Widerstandskämpfer                                                                  | 36    |       |
| 8. August  | Albrecht von Hagen                                  | deutscher Jurist und Widerstandskämpfer                                                                           | 40    |       |
| 8. August  | Paul von Hase                                       | deutscher Offizier und Widerstandskämpfer                                                                         | 59    |       |
| 8. August  | Erich Hoepner                                       | deutscher Offizier, Generaloberst im Zweiten Weltkrieg und Widerstandskämpfer                                     | 57    |       |
| 8. August  | Ernst Hüther                                        | deutscher Unternehmer                                                                                             | 64    |       |
| 8. August  | Juliusz Kaden-Bandrowski                            | polnischer Prosaiker und Publizist                                                                                | 59    |       |
| 8. August  | Friedrich Karl Klausing                             | deutscher Widerstandskämpfer des 20. Juli 1944                                                                    | 24    |       |
| 8. August  | Hans Wilbert Petri                                  | deutscher Jurist und Bürgermeister von Wattenscheid                                                               | 43    |       |
| 8. August  | Hellmuth Stieff                                     | deutscher Widerstandskämpfer                                                                                      | 43    |       |
| 8. August  | Michael Wittmann                                    | deutscher Militär, Kompaniechef der schweren SS-Panzer-Abteilung 501                                              | 30    |       |
| 8. August  | Erwin von Witzleben                                 | deutscher Offizier und Generalfeldmarschall im Dritten Reich                                                      | 62    |       |
| 8. August  | Peter Graf Yorck von Wartenburg                     | deutscher Jurist und Widerstandskämpfer                                                                           | 39    |       |
| 9. August  | Adolf Donders                                       | deutscher Homiletiker, Professor und Domprediger in Münster                                                       | 67    |       |
| 9. August  | Alberts Kviesis                                     | lettischer Politiker                                                                                              | 62    |       |
| 9. August  | Darrell R. Lindsey                                  | US-amerikanischer Bomber-Pilot                                                                                    | 24    |       |
| 9. August  | Ernst Lossa                                         | deutscher Junge, Opfer des Nationalsozialismus                                                                    | 14    |       |
| 9. August  | Miep Oranje                                         | niederländische Widerstandskämpferin und Kollaborateurin                                                          | 21    |       |
| 9. August  | Joseph Horace Shull                                 | US-amerikanischer Politiker                                                                                       | 95    |       |
| 9. August  | Else Wildhagen                                      | deutsche Schriftstellerin                                                                                         | 83    |       |
| 10. August | Mario Calderara                                     | italienischer Flugpionier                                                                                         | 64    |       |
| 10. August | Alfred Kranzfelder                                  | deutscher Widerstandskämpfer                                                                                      | 36    |       |
| 10. August | Fritz-Dietlof von der Schulenburg                   | deutscher Verwaltungsbeamter und Widerstandskämpfer                                                               | 41    |       |
| 10. August | Amalie Seckbach                                     | deutsche Bildhauerin und Malerin                                                                                  | 74    |       |
| 10. August | Berthold Schenk Graf von Stauffenberg               | deutscher Jurist und Widerstandskämpfer                                                                           | 39    |       |
| 10. August | Erich Winnacker                                     | deutscher Manager im Ruhrbergbau, Ministerialbeamter                                                              | 54    |       |
| 11. August | Carlo Castellani                                    | italienischer Fußballspieler                                                                                      | 35    |       |
| 11. August | Auguste Hetkamp                                     | deutsche Zeugin Jehovas und ein Opfer der NS-Kriegsjustiz                                                         | 58    |       |
| 11. August | Alexander von Kameke                                | deutscher Jurist, Mitglied der Bekennenden Kirche, Opfer des Nationalsozialismus                                  | 56    |       |
| 11. August | Krista Lavíčková                                    | tschechische Sekretärin und Widerstandskämpferin gegen den Nationalsozialismus                                    | 26    |       |
| 11. August | Klara Stoffels                                      | deutsche Zeugin Jehovas und ein Opfer der NS-Kriegsjustiz                                                         | 39    |       |
| 11. August | Joop Westerweel                                     | niederländischer Widerstandskämpfer                                                                               | 45    |       |
| 11. August | Paul Wever                                          | deutscher Vizeadmiral                                                                                             | 51    |       |
| 12. August | Adela Marion Adam                                   | britische Altphilologin                                                                                           | 78    |       |
| 12. August | Herbert Hummel                                      | deutscher Jurist; Vizegouverneur des Distrikts Warschau im Generalgouvernement                                    | 37    |       |
| 12. August | Berl Katznelson                                     | russischer zionistischer Arbeiterführer und Politiker                                                             | 57    |       |
| 12. August | Joseph P. Kennedy junior                            | US-amerikanischer Pilot, Bruder von John F. Kennedy                                                               | 29    |       |
| 12. August | Fernand Pauriol                                     | französischer Radiotechniker und Widerstandskämpfer                                                               | 30    |       |
| 12. August | Jacques Pellegrin                                   | französischer Herpetologe und Ichthyologe                                                                         | 71    |       |
| 12. August | Suzanne Spaak                                       | belgisch-französische Widerstandskämpferin                                                                        |       |       |
| 13. August | Kurt Friedrich                                      | deutscher kommunistischer Widerstandskämpfer gegen den Nationalsozialismus                                        | 41    |       |
| 13. August | Hans-Hermann Junge                                  | deutscher SS-Offizier, Kammerdiener von Adolf Hitler                                                              | 30    |       |
| 13. August | Wolfgang Przyrembel                                 | deutscher politischer Funktionär und SA-Führer                                                                    | 40    |       |
| 13. August | Ethel Lina White                                    | britische Autorin von Kurzgeschichten und Kriminalromanen                                                         |       |       |
| 13. August | Willi Wörle                                         | deutscher Opernsänger (Tenor)                                                                                     | ≈45   |       |
| 14. August | Rudolf Bandler                                      | deutsch-tschechoslowakischer Opernsänger (Bass) und Regisseur                                                     | 66    |       |
| 14. August | Paul Bollmann                                       | deutscher Maler und Grafiker                                                                                      | 59    |       |
| 14. August | Joseph-Ermend Bonnal                                | französischer Komponist, Organist und Musikpädagoge                                                               | 64    |       |
| 14. August | Wilhelm Böse                                        | deutscher Widerstandskämpfer gegen das NS-Regime                                                                  | 61    |       |
| 14. August | Arthur Sodtke                                       | deutscher Widerstandskämpfer                                                                                      | 42    |       |
| 14. August | Friedrich Stoffels                                  | deutscher Zeuge Jehovas und ein Opfer der NS-Kriegsjustiz                                                         | 46    |       |
| 14. August | Hermann Tops                                        | deutscher Kommunist und Widerstandskämpfer                                                                        | 47    |       |
| 15. August | Pietro Chesi                                        | italienischer Radrennfahrer                                                                                       | 41    |       |
| 15. August | Hans Bernd von Haeften                              | deutscher Jurist und Widerstandskämpfer gegen den Nationalsozialismus                                             | 38    |       |
| 15. August | Egbert Hayessen                                     | deutscher Major, Beteiligter am Attentat vom 20. Juli 1944                                                        | 30    |       |
| 15. August | Wolf-Heinrich von Helldorff                         | deutscher Politiker (NSDAP), MdR, Beteiligter des 20. Juli 1944                                                   | 47    |       |
| 15. August | Bernhard Klamroth                                   | deutscher Offizier, Beteiligter am Attentat auf Adolf Hitler am 20. Juli 1944                                     | 33    |       |
| 15. August | Philipp Münz                                        | deutscher Allgemeinmediziner und Fachbuchautor                                                                    | 80    |       |
| 16. August | Marie Behncke                                       | deutsche Politikerin (SPD)                                                                                        | 64    |       |
| 16. August | Herbert Blochwitz                                   | deutscher Arbeiterfunktionär und Widerstandskämpfer gegen den Nationalsozialismus                                 | 39    |       |
| 16. August | Otto Galle                                          | Dresdner Arbeiterfunktionär und Widerstandskämpfer gegen den Nationalsozialismus                                  | 47    |       |
| 16. August | Franz Kuchenbuch III                                | deutscher Gewerberat und Heimatforscher                                                                           | 80    |       |
| 16. August | Roman Padlewski                                     | polnischer Komponist, Geiger, Pisanist, Musikwissenschaftler und -kritiker                                        | 28    |       |
| 16. August | Kurt Schlosser                                      | Kommunist | 43    |       |
| 16. August | Arthur Weineck                                      | Antifaschist und SPD/KPD-Mitglied                                                                                 | 44    |       |
| 17. August | Eugénio de Castro e Almeida                         | portugiesischer Gelehrter, Dichter, Epiker, Dramatiker und Übersetzer                                             | 75    |       |
| 17. August | Robert Frazer                                       | US-amerikanischer Schauspieler                                                                                    | 53    |       |
| 17. August | Hermann Herbst                                      | deutscher Bibliothekar, Historiker und Handschriftengelehrter                                                     | 49    |       |
| 17. August | Abdürreşid İbrahim                                  | pan-islamischer Agitator und Journalist                                                                           |       |       |
| 17. August | Hans von Schoenebeck                                | deutscher Klassischer Archäologe                                                                                  | 39    |       |
| 17. August | Leopold Tomschik                                    | österreichischer Sozialdemokrat                                                                                   | 41    |       |
| 17. August | Max Wagner                                          | deutscher Komponist                                                                                               | 79    |       |
| 17. August | Paul Wormser                                        | französischer Degenfechter                                                                                        | 39    |       |
| 18. August | Pavel Altschul                                      | tschechischer Journalist, Herausgeber und Fotograf                                                                | 44    |       |
| 18. August | Eugeniusz Horbaczewski                              | polnischer Jagdflieger im Zweiten Weltkrieg                                                                       | 26    |       |
| 18. August | Wanda Kallenbach                                    | deutsches Opfer der nationalsozialistischen Justiz                                                                | 42    |       |
| 18. August | René Lote                                           | französischer Germanist und Résistant                                                                             |       |       |
| 18. August | Hans Mertens                                        | deutscher Maler der Neuen Sachlichkeit, Illustrator, Gebrauchsgrafiker und Restaurator                            | 38    |       |
| 18. August | Josef Moser                                         | österreichischer Radrennfahrer                                                                                    | 27    |       |
| 18. August | Jacques Roumain                                     | haitianischer Schriftsteller, Politiker und Ethnologe                                                             | 37    |       |
| 18. August | Robert Schmohl                                      | deutscher Architekt, Kommunalpolitiker                                                                            | 88    |       |
| 18. August | George Frederick Stout                              | britischer Philosoph                                                                                              | 84    |       |
| 18. August | John Sung                                           | chinesischer Missionar                                                                                            | 42    |       |
| 18. August | Ernst Thälmann                                      | deutscher Politiker (KPD), MdHB, MdR                                                                              | 58    |       |
| 18. August | John Thornton                                       | britischer Hürdenläufer                                                                                           | 33    |       |
| 19. August | Wilken von Alten                                    | deutscher Kunsthistoriker und Kustos der Bremer Kunsthalle                                                        | 59    |       |
| 19. August | Matthias Herrmann                                   | österreichischer Politiker (SdP), Abgeordneter zum Nationalrat                                                    | 74    |       |
| 19. August | Karl Hillmer                                        | deutscher Pädagoge                                                                                                | 75    |       |
| 19. August | Günther von Kluge                                   | deutscher Offizier, zuletzt Generalfeldmarschall im Zweiten Weltkrieg                                             | 61    |       |
| 19. August | Max Krayer                                          | Schweizer Unternehmer                                                                                             | 68    |       |
| 19. August | Robert Lestienne                                    | französischer Autorennfahrer                                                                                      | 51    |       |
| 19. August | Mark Romer, Baron Romer                             | britischer Jurist                                                                                                 | 78    |       |
| 19. August | John M. Wolverton                                   | US-amerikanischer Politiker                                                                                       | 72    |       |
| 19. August | Henry Wood                                          | britischer Dirigent                                                                                               | 75    |       |
| 19. August | Juan Zanelli                                        | chilenischer Automobilrennfahrer und Résistancekämpfer                                                            |       |       |
| 20. August | Leon Chwistek                                       | polnischer Mathematiker, Maler, Kunsttheoretiker, Philosoph und Dichter                                           | 60    |       |
| 20. August | Bernhard von Hartz                                  | bayerischer General der Infanterie                                                                                | 82    |       |
| 20. August | Oscar R. Luhring                                    | US-amerikanischer Politiker                                                                                       | 65    |       |
| 20. August | Jurij Lypa                                          | ukrainischer Arzt, Schriftsteller, Dichter, Journalist, Publizist und ein Ideologe des ukrainischen Nationalismus | 44    |       |
| 20. August | George A. McDaniel                                  | US-amerikanischer Schauspieler und Sänger                                                                         | 58    |       |
| 20. August | Günther Morgenweck                                  | deutscher Pflanzenbau- und Grünlandwissenschaftler                                                                | 35    |       |
| 20. August | August Möslinger                                    | deutscher Generalmajor                                                                                            | 73    |       |
| 20. August | Heinrich Niem                                       | deutscher Politiker (NSDAP), MdR                                                                                  | 38    |       |
| 20. August | Charles Petty-Fitzmaurice, 7. Marquess of Lansdowne | britischer Adeliger, Mitglied des House of Lords (1936–1944)                                                      | 27    |       |
| 20. August | Arthur Preuss                                       | deutscher Opernsänger (Tenor), Komponist und Gesangspädagoge                                                      | 66    |       |
| 20. August | Leon Sametini                                       | US-amerikanischer Geiger und Musikpädagoge niederländischer Herkunft                                              | 58    |       |
| 20. August | Jeanine Sontag                                      | jüdische Widerstandskämpferin gegen den Nationalsozialismus                                                       |       |       |
| 20. August | Karl von Zahn                                       | deutscher Jurist und Ministerialbeamter                                                                           | 66    |       |
| 21. August | Walter Budeus                                       | deutscher Widerstandskämpfer und Kommunist                                                                        | 41    |       |
| 21. August | Karl Frank                                          | deutscher Politiker (KPD)                                                                                         | 37    |       |
| 21. August | Paul Gesche                                         | deutscher Widerstandskämpfer                                                                                      | 37    |       |
| 21. August | Friedrich Gustav Jaeger                             | deutscher Offizier und Widerstandskämpfer des 20. Juli 1944 gegen den Nationalsozialismus                         | 48    |       |
| 21. August | Rupert Kollinger                                    | österreichischer Politiker (SdP), Mitglied des Bundesrates                                                        | 78    |       |
| 21. August | Erich Kurz                                          | deutscher Widerstandskämpfer gegen den Nationalsozialismus                                                        | 49    |       |
| 21. August | Marian Lalewicz                                     | polnischer Architekt                                                                                              | 67    |       |
| 21. August | Franz Mett                                          | deutscher Widerstandskämpfer und Kommunist                                                                        | 39    |       |
| 21. August | Fritz Riedel                                        | deutscher Widerstandskämpfer                                                                                      | 36    |       |
| 21. August | Gabriel Romon                                       | französischer Widerstandskämpfer                                                                                  | 39    |       |
| 21. August | Willy Sachse                                        | deutscher Schriftsteller und Widerstandskämpfer                                                                   | 48    |       |
| 21. August | Robert Uhrig                                        | deutscher Kommunist und Widerstandskämpfer                                                                        | 41    |       |
| 22. August | Mejer Moissejewitsch Furschtschik                   | sowjetischer Philosoph                                                                                            |       |       |
| 22. August | Albert Hirsch                                       | deutscher katholischer Geistlicher und Opfer des Nationalsozialismus                                              | 50    |       |
| 22. August | Luigi Maglione                                      | italienischer Geistlicher, vatikanischer Diplomat und Kurienkardinal der römisch-katholischen Kirche              | 67    |       |
| 22. August | Magda Mautner von Markhof                           | österreichische Kunstgewerblerin, Kunstsammlerin und Mäzenin                                                      | 63    |       |
| 22. August | Rudolf Risch                                        | deutscher Radrennfahrer                                                                                           | 36    |       |
| 22. August | Walter Schmald                                      | Mitglied des Sicherheitsdienstes                                                                                  | 27    |       |
| 23. August | Abdülmecid II.                                      | osmanischer Kalif                                                                                                 | 76    |       |
| 23. August | Paul Bukowski                                       | deutscher Widerstandskämpfer                                                                                      | 46    |       |
| 23. August | Carl Moritz                                         | deutscher Architekt und Immobilien-Unternehmer                                                                    | 81    |       |
| 23. August | Friedrich Rahkob                                    | deutscher Bergmann, Kommunist und Widerstandskämpfer                                                              | 59    |       |
| 23. August | Nikolai Andrejewitsch Roslawez                      | russischer Komponist, Violinist und Musiktheoretiker                                                              | 63    |       |
| 23. August | Johannes Scheffler                                  | deutscher Wirtschaftswissenschaftler und Professor in Dresden                                                     | 64    |       |
| 23. August | Hans Tatzer                                         | österreichischer Eishockeyspieler                                                                                 | 39    |       |
| 24. August | Rudolf Breitscheid                                  | deutscher Politiker (DV, SPD, USPD), MdR                                                                          | 69    |       |
| 24. August | Carlo Emanuele Buscaglia                            | italienischer Militär, Pilot der italienischen Luftwaffe                                                          | 28    |       |
| 24. August | Roman Felleis                                       | österreichischer Politiker                                                                                        | 41    |       |
| 24. August | Hugo Foltýn                                         | tschechischer Architekt                                                                                           | 38    |       |
| 24. August | Erich Gentsch                                       | deutscher Kommunist und Widerstandskämpfer                                                                        | 51    |       |
| 24. August | Johannes Jakobs                                     | deutscher Fußballspieler                                                                                          | 27    |       |
| 24. August | Johannes Kessler                                    | evangelischer Pfarrer und Autor                                                                                   | 79    |       |
| 24. August | Paul Neck                                           | deutscher Lehrer, Kommunist und Widerstandskämpfer                                                                | 52    |       |
| 24. August | Eugen Schwebinghaus                                 | deutscher Kommunist und Widerstandskämpfer                                                                        | 38    |       |
| 24. August | Herbert Volck                                       | deutscher Schriftsteller                                                                                          | 50    |       |
| 25. August | Wera Lukjanowna Belik                               | sowjetische Bomberpilotin                                                                                         | 23    |       |
| 25. August | Musa Cälil                                          | tatarischer Dichter                                                                                               | 38    |       |
| 25. August | Charlotte Eisenblätter                              | deutsche Widerstandskämpferin                                                                                     | 41    |       |
| 25. August | Tom Farecht                                         | deutscher Schauspieler                                                                                            | 78    |       |
| 25. August | Elisabeth Groß                                      | deutsche Hausfrau und Opfer der NS-Justiz                                                                         | 45    |       |
| 25. August | Tatjana Petrowna Makarowa                           | sowjetische Bomberpilotin                                                                                         | 23    |       |
| 25. August | Teresio Martinoli                                   | italienischer Pilot im Zweiten Weltkrieg                                                                          | 27    |       |
| 25. August | Gustav Meßmann                                      | deutscher Architekt und Politiker der DVP                                                                         | 65    |       |
| 25. August | Joseph Paul                                         | französischer Autorennfahrer                                                                                      | 47    |       |
| 25. August | Stanisław Patek                                     | polnischer Jurist, Diplomat und Politiker                                                                         | 78    |       |
| 25. August | Elfriede Tygör                                      | deutsche Widerstandskämpferin                                                                                     | 40    |       |
| 25. August | Paul Unterstab                                      | deutscher Politiker (NSDAP) und SA-Führer, MdR                                                                    | 49    |       |
| 25. August | Fernand Valat                                       | französischer Politiker, Mitglied der Nationalversammlung                                                         | 48    |       |
| 26. August | Walther Beumelburg                                  | deutscher Rundfunk-Funktionär                                                                                     | 49    |       |
| 26. August | Stanke Dimitrow                                     | Antifaschist | 55    |       |
| 26. August | Werner von Eichstedt                                | deutscher Offizier, zuletzt Generalmajor im Zweiten Weltkrieg                                                     | 48    |       |
| 26. August | Hans Hirschfeld                                     | deutscher Hämatologe                                                                                              | 71    |       |
| 26. August | Otto Kiep                                           | deutscher Diplomat, Widerstand gegen den Nationalsozialismus                                                      | 58    |       |
| 26. August | Hans Georg Klamroth                                 | Mitwisser beim geplanten Attentat auf Adolf Hitler am 20. Juli 1944                                               | 45    |       |
| 26. August | Hans Leesment                                       | estnischer Generalmajor und Politiker                                                                             | 71    |       |
| 26. August | Ludwig von Leonrod                                  | deutscher Widerstandskämpfer                                                                                      | 37    |       |
| 26. August | Hans Nitzschke                                      | deutscher Maler und Architekt, Mitbegründer der Künstlervereinigung „die abstrakten hannover“                     | 41    |       |
| 26. August | Gerhard Scherer                                     | deutscher Zisterzienser, Opfer des Nationalsozialismus                                                            | 52    |       |
| 26. August | Alfred Stoß                                         | deutscher Marineoffizier und antisemitischer Autor                                                                | 59    |       |
| 26. August | Adam von Trott zu Solz                              | deutscher Jurist, Diplomat und Widerstandskämpfer gegen den Nationalsozialismus                                   | 35    |       |
| 26. August | Julie Wohryzek                                      | Verlobte Franz Kafkas                                                                                             | 53    |       |
| 27. August | Franz Bauer                                         | österreichischer Politiker (CS), Abgeordneter zum Nationalrat                                                     | 67    |       |
| 27. August | Harry Berman                                        | US-amerikanischer Mineraloge                                                                                      | 42    |       |
| 27. August | Georg Freiherr von Boeselager                       | deutscher Kavallerieoffizier, zuletzt Oberst (postum)                                                             | 29    |       |
| 27. August | Carlo Fecia di Cossato                              | italienischer Marineoffizier                                                                                      | 35    |       |
| 27. August | Wilhelm Hünerhoff                                   | deutscher Angestellter und NS-Opfer                                                                               | 55    |       |
| 27. August | Rolf Reiner                                         | deutscher Politiker (NSDAP) und SA- sowie SS-Führer                                                               | 45    |       |
| 27. August | Christian Rosing                                    | grönländischer Missionar                                                                                          | 77    |       |
| 27. August | Mafalda von Savoyen                                 | italienische Adelige, Prinzessin von Italien                                                                      | 41    |       |
| 27. August | Marianne Wulf                                       | österreichische Theater- und Filmschauspielerin                                                                   | 66    |       |
| 28. August | Jean Arnolds                                        | belgischer katholischer Priester und NS-Opfer                                                                     | 40    |       |
| 28. August | Dorothy Evans                                       | englisch-britische Suffragette und feministische Aktivistin                                                       | 56    |       |
| 28. August | Fritz Herrfurth                                     | deutscher Maler, Bildhauer und Architekt                                                                          |       |       |
| 28. August | Josef Höllige                                       | österreichischer Politiker (SDAP), Landtagsabgeordneter                                                           | 50    |       |
| 28. August | Bronislaw Wladislawowitsch Kaminski                 | russischer Waffen-Brigadeführer der SS                                                                            | 45    |       |
| 28. August | Ernst Knaack                                        | deutscher Kommunist und Widerstandskämpfer gegen den Nationalsozialismus                                          | 29    |       |
| 28. August | Ferdinand Kogler                                    | österreichischer Rechtshistoriker                                                                                 | 72    |       |
| 28. August | Diedrich Lilienthal                                 | deutscher Feldwebel der Wehrmacht                                                                                 | 23    |       |
| 28. August | Helmut Masche                                       | deutscher Kommunist und Widerstandskämpfer gegen den Nationalsozialismus                                          | 50    |       |
| 28. August | Fritz Plön                                          | deutscher Kommunist und Widerstandskämpfer gegen den Nationalsozialismus                                          | 37    |       |
| 28. August | Heinrich Preuß                                      | deutscher Politiker (SPD, KPD), Gewerkschafter und Widerstandskämpfer gegen den Nationalsozialismus               | 58    |       |
| 28. August | Wilhelm Rietze                                      | deutscher Kommunist und Widerstandskämpfer gegen den Nationalsozialismus                                          | 40    |       |
| 28. August | Kurt Ritter                                         | deutscher Kommunist und Widerstandskämpfer                                                                        | 34    |       |
| 28. August | Chaim Rumkowski                                     | polnischer Jude, ab Oktober 1939 Vorsitzender des Judenrates im Ghetto Litzmannstadt                              | 67    |       |
| 28. August | Fritz Siedentopf                                    | deutscher Kommunist und Widerstandskämpfer gegen das NS-Regime                                                    | 36    |       |
| 28. August | Viktor Sieger                                       | estnischer Fußballspieler                                                                                         | 28    |       |
| 28. August | Alfred Zingler                                      | deutscher Journalist und Politiker (SPD)                                                                          | 59    |       |
| 29. August | Hans Bauer                                          | deutscher Konsumvereinsfunktionär und Mitglied des Vollzugsrat der Regierung Ernst Niekisch                       | 70    |       |
| 29. August | Bernhard Bonk                                       | deutscher römisch-katholischer Geistlicher, Steyler Missionar und Märtyrer                                        | 54    |       |
| 29. August | Adolf von Dombois                                   | deutscher Jurist, Politiker in der Finanzverwaltung und Bankier                                                   | 86    |       |
| 29. August | Bernhard Schildbach                                 | Redakteur und Mitglied des Landtages des Volksstaates Hessen                                                      | 68    |       |
| 29. August | Jean-Claude Touche                                  | französischer Organist und Komponist                                                                              | 18    |       |
| 30. August | Arthur Baron                                        | österreichischer Architekt                                                                                        | 70    |       |
| 30. August | Curt Bauer                                          | deutscher Textilunternehmer                                                                                       | 64    |       |
| 30. August | Eberhard Finckh                                     | deutscher Offizier und Widerstandskämpfer                                                                         | 44    |       |
| 30. August | Hugo Gebert                                         | deutscher Jurist und Politiker                                                                                    | 55    |       |
| 30. August | Johann Otto Haas                                    | österreichischer Widerstandskämpfer                                                                               | 38    |       |
| 30. August | Cornelius Hölk                                      | deutscher Klassischer Philologe und Gymnasiallehrer                                                               | 74    |       |
| 30. August | Reinhold Kleinlein                                  | deutscher antifaschistischer Widerstandskämpfer                                                                   | 60    |       |
| 30. August | Hans Otfried von Linstow                            | deutscher Offizier und Widerstandskämpfer                                                                         | 45    |       |
| 30. August | Carl Ernst Rahtgens                                 | deutscher Offizier und Widerstandskämpfer                                                                         | 36    |       |
| 30. August | André Marcel Ricouard                               | französischer Kriegsgefangener und Opfer der NS-Justiz                                                            | 32    |       |
| 30. August | Carl-Heinrich von Stülpnagel                        | deutscher Offizier, General der Infanterie und Widerstandskämpfer                                                 | 58    |       |
| 30. August | Ernst Tautenhayn                                    | österreichischer Schauspieler und Operettensänger (Tenor)                                                         | 71    |       |
| 30. August | Fritz Weber                                         | Landtagsabgeordneter                                                                                              | 49    |       |
| 30. August | Hans Zeiss                                          | deutscher Mittelalterarchäologe und Prähistoriker                                                                 | 49    |       |
| 31. August | Karl Knauft                                         | deutscher Autor, Lyriker und Verleger                                                                             | 57    |       |
| 31. August | Otto Koischwitz                                     | deutscher Literaturwissenschaftler und Radiomoderator                                                             | 42    |       |
| 31. August | Lothar Persius                                      | deutscher Marineoffizier, Journalist und Autor                                                                    | 80    |       |
| 31. August | Kurt Wachsmann                                      | deutscher Jurist und Staatsbeamter                                                                                | 58    |       |
|            | Alberto Errera                                      | griechischer Marineoffizier jüdischen Glaubens                                                                    | 31    |       |
|            | Siegfried Klein                                     | deutscher Rabbiner                                                                                                | 61    |       |
|            | Fernand Ochsé                                       | französischer Künstler                                                                                            | 65    |       |
|            | Louise Ochsé                                        | belgische Bildhauerin                                                                                             | 60    |       |
|            | Stefan Rowecki                                      | polnischer Militär und Oberkommandierender der Heimatarmee                                                        | 48    |       |
|            | Stanisław Żukowski                                  | polnischer Landschafts- und Interieurmaler                                                                        | 71    |       |

## September
| Tag           | Name                                          | Beruf, bekannt als                                                                                                   | Alter | Beleg |
| ------------- | --------------------------------------------- | --- | ----- | ----- |
| 1. September  | Alfred Foretay                                | Schweizer Maler | 83    |       |
| 1. September  | Kurt Geipel                                   | deutscher Aquarellmaler, Zeichner und Grafiker                                                                       | 42    |       |
| 1. September  | Charles Oscar Paullin                         | US-amerikanischer Historiker                                                                                         | 75    |       |
| 1. September  | Hans Philipp                                  | deutscher Geologe | 66    |       |
| 1. September  | Leopold Pölzl                                 | tschechoslowakischer Kommunalpolitiker                                                                               | 64    |       |
| 1. September  | Marcel Pourchier                              | französischer Offizier und Skisportler                                                                               | 47    |       |
| 1. September  | Liviu Rebreanu                                | rumänischer Schriftsteller, Dramatiker, Journalist                                                                   | 58    |       |
| 1. September  | Jacques Stosskopf                             | französischer Marineoffizier und Widerstandskämpfer                                                                  | 45    |       |
| 1. September  | Heinrich Ströbel                              | deutscher Publizist und Politiker (SPD, USPD, SADP), MdR                                                             | 75    |       |
| 1. September  | Gustav Rassow                                 | deutscher Kaufmann und Politiker (Parteilos), MdBB                                                                   | 89    | [ 1 ] |
| 1. September  | Johannes Warneck                              | deutscher evangelischer Theologe und Autor                                                                           | 77    |       |
| 2. September  | Gustav Aschaffenburg                          | deutscher Psychologe                                                                                                 | 78    |       |
| 2. September  | Leopold Behrends                              | deutscher Komponist und Musiklehrer                                                                                  | 64    |       |
| 2. September  | Friedrich Blümke                              | deutscher Offizier, zuletzt Generalmajor im Zweiten Weltkrieg                                                        | 46    |       |
| 2. September  | Eugenio Gestri                                | italienischer Radrennfahrer                                                                                          | 38    |       |
| 02. September | Walter Henderson                              | britischer Hochspringer, Diskuswerfer, Weitspringer und Speerwerfer                                                  | 64    |       |
| 2. September  | Manfred von Killinger                         | deutscher Marineoffizier, Politiker (NSDAP), MdR, sächsischer Ministerpräsident und Diplomat                         | 58    |       |
| 2. September  | Constant van Langhendonck                     | belgischer Reiter | 74    |       |
| 2. September  | Paul Laux                                     | deutscher General der Infanterie im Zweiten Weltkrieg                                                                | 56    |       |
| 2. September  | Philipp Lederer                               | deutscher Numismatiker, Münz- und Antikenhändler                                                                     | 72    |       |
| 2. September  | Hendrikus Albertus Lorentz                    | niederländischer Entdecker auf Neuguinea und Diplomat in Südafrika                                                   | 72    |       |
| 2. September  | Friedrich Mieth                               | deutscher Offizier, zuletzt General der Infanterie                                                                   | 56    |       |
| 2. September  | George W. Norris                              | US-amerikanischer Rechtsanwalt und Politiker                                                                         | 83    |       |
| 2. September  | Bella Rosenfeld                               | russische Autorin, Ehefrau von Marc Chagall                                                                          | 48    |       |
| 2. September  | Adolf Stöckl                                  | österreichischer Architekt                                                                                           | 60    |       |
| 2. September  | Peter G. Ten Eyck                             | US-amerikanischer Politiker                                                                                          | 70    |       |
| 2. September  | Paul Vermehren                                | deutscher Architekt                                                                                                  | 96    |       |
| 2. September  | Arthur Smith Woodward                         | britischer Paläontologe                                                                                              | 80    |       |
| 3. September  | Friedrich Alpers                              | deutscher Jurist, Politiker (NSDAP), SA- und SS-Mitglied                                                             | 43    |       |
| 3. September  | Manuel de Castro y Alonso                     | spanischer Erzbischof                                                                                                | 80    |       |
| 3. September  | Victor Delplanque                             | französischer Kämpfer in der Résistance                                                                              | 63    |       |
| 3. September  | František Drdla                               | österreichischer Geiger und Komponist                                                                                | 75    |       |
| 3. September  | Johannes Drees                                | deutscher Politiker (Zentrum), MdR                                                                                   | 49    |       |
| 3. September  | Emil Lang                                     | deutscher Jagdflieger und Offizier der Luftwaffe im Zweiten Weltkrieg                                                | 35    |       |
| 3. September  | Maria Assunta Nagl                            | österreichische Althistorikerin                                                                                      | 73    |       |
| 3. September  | Hans Konrad Sonderegger                       | schweizerischer Pfarrer, Rechtsanwalt und Freiwirtschafter                                                           | 52    |       |
| 4. September  | Erwin Becher                                  | deutscher Mediziner                                                                                                  | 54    |       |
| 4. September  | Max Ulrich Graf von Drechsel                  | deutscher Berufsoffizier und Widerstandskämpfer                                                                      | 32    |       |
| 4. September  | Hans Otto Erdmann                             | Widerstandskämpfer                                                                                                   | 47    |       |
| 4. September  | Erich Fellgiebel                              | deutscher General der Nachrichtentruppe und Widerstandskämpfer                                                       | 57    |       |
| 4. September  | Kurt Hahn                                     | deutscher Widerstandskämpfer                                                                                         | 43    |       |
| 4. September  | Gerhard Knaak                                 | deutscher Widerstandskämpfer                                                                                         | 38    |       |
| 4. September  | Heinrich Graf von Lehndorff-Steinort          | deutscher Militär, Beteiligter am militärischen Widerstand gegen Adolf Hitler                                        | 35    |       |
| 4. September  | Metodi Schatorow                              | bulgarischer Politiker                                                                                               | 46    |       |
| 4. September  | Fritz Thiele                                  | deutscher Generalleutnant und Widerstandskämpfer                                                                     | 50    |       |
| 5. September  | Hermann Claaßen                               | deutscher Chemiker und Zuckertechniker                                                                               | 87    |       |
| 5. September  | Alfred Etscheit                               | deutscher Jurist und im Widerstand gegen den Nationalsozialismus aktiv                                               | 65    |       |
| 5. September  | Nicolaas Moerloos                             | belgischer Turner und Gewichtheber                                                                                   | 44    |       |
| 5. September  | Ernst Reckeweg                                | US-amerikanischer Kunstturner                                                                                        | 71    |       |
| 5. September  | Paul Treu                                     | Schweizer Militärpilot                                                                                               | 30    |       |
| 5. September  | Wilhelm Varenhorst                            | deutscher Jurist und Politiker, MdR                                                                                  | 79    |       |
| 6. September  | Paul Haustein                                 | deutscher Goldschmied                                                                                                | 64    |       |
| 6. September  | Lion van Minden                               | niederländischer Fechter                                                                                             | 64    |       |
| 6. September  | Gerd von Tresckow                             | deutscher Widerstandskämpfer                                                                                         | 45    |       |
| 7. September  | Carl Cichorius                                | deutscher Verwaltungsjurist, Landrat in Elbing                                                                       | 55    |       |
| 7. September  | Esmée van Eeghen                              | niederländische Widerstandskämpferin                                                                                 | 26    |       |
| 7. September  | Robert Engelhorn                              | deutscher Maler und Mäzen                                                                                            | 87    |       |
| 7. September  | Ole Olsen                                     | dänischer Sportschütze                                                                                               | 75    |       |
| 7. September  | Arthur Teuber                                 | deutscher Drehbuchautor und Regisseur                                                                                | 69    |       |
| 8. September  | Jan van Gilse                                 | niederländischer Komponist und Dirigent                                                                              | 63    |       |
| 8. September  | Georg Alexander Hansen                        | deutscher Widerstandskämpfer                                                                                         | 40    |       |
| 8. September  | Ulrich von Hassell                            | deutscher Diplomat und Widerstandskämpfer des 20. Juli 1944                                                          | 62    |       |
| 8. September  | Konrad-Oskar Heinrichs                        | deutscher Offizier, zuletzt Generalleutnant im Zweiten Weltkrieg                                                     | 54    |       |
| 8. September  | Hans Karlinger                                | deutscher Kunsthistoriker, Ordinarius an der RWTH Aachen und an der TH München                                       | 62    |       |
| 8. September  | Ernst Kreische                                | deutscher Lehrer, Journalist und Schriftsteller                                                                      | 42    |       |
| 8. September  | Paul Lejeune-Jung                             | deutscher Volkswirtschaftler, Politiker (DNVP), MdR und Widerstandskämpfer gegen den Nationalsozialismus             | 62    |       |
| 8. September  | Petter Moen                                   | norwegischer Journalist im Widerstand gegen die deutsche Besatzung                                                   | 43    |       |
| 8. September  | David Olsen                                   | grönländischer Handelsverwalter und Landesrat                                                                        | 74    |       |
| 8. September  | Ulrich Wilhelm Graf Schwerin von Schwanenfeld | deutscher Landwirt, Reserveoffizier und Widerstandskämpfer gegen den Nationalsozialismus                             | 41    |       |
| 8. September  | Günther Smend                                 | deutscher Widerstandskämpfer                                                                                         | 31    |       |
| 8. September  | Kurt Strauß                                   | deutscher Chirurg und Hochschullehrer                                                                                | 43    |       |
| 8. September  | Cornelia Johanna van den Berg-van der Vlis    | niederländische Malerin Widerstandskämpferin im Zweiten Weltkrieg                                                    | 51    |       |
| 8. September  | Elisabeth von Thadden                         | deutsche Widerstandskämpferin                                                                                        | 54    |       |
| 8. September  | Josef Wirmer                                  | deutscher Jurist, Widerstandskämpfer, NS-Opfer                                                                       | 43    |       |
| 9. September  | Jean Finger                                   | Schweizer Uhrenschalenfabrikant                                                                                      | 90    |       |
| 9. September  | Ida Jauch                                     | deutsche Gerechte unter den Völkern                                                                                  | 57    |       |
| 9. September  | Otto Mader                                    | deutscher Ingenieur                                                                                                  | 63    |       |
| 9. September  | Joseph Noulens                                | französischer Staatsmann und Diplomat                                                                                | 80    |       |
| 9. September  | James A. Reed                                 | US-amerikanischer Politiker                                                                                          | 82    |       |
| 9. September  | Gus Sonnenberg                                | US-amerikanischer American-Football-Spieler und Wrestler                                                             | 46    |       |
| 9. September  | Gabor Steiner                                 | österreichischer Theaterdirektor                                                                                     | 86    |       |
| 9. September  | George Stephan                                | US-amerikanischer Politiker                                                                                          | 82    |       |
| 9. September  | Nikolaus Stolz                                | bayerischer Politiker (DDP)                                                                                          | 78    |       |
| 9. September  | Alfred Volkland                               | deutscher Politiker (DDP), MdL                                                                                       | 62    |       |
| 10. September | William Cavendish, Marquess of Hartington     | britischer Adeliger und Ehemann von Kathleen Kennedy                                                                 | 26    |       |
| 10. September | Alessandro Della Seta                         | italienischer Archäologe, Direktor der Scuola Archeologica Italiana di Atene                                         | 65    |       |
| 10. September | Ernst Deussen                                 | deutscher Chemiker                                                                                                   | 75    |       |
| 10. September | Danail Kraptschew                             | bulgarischer Revolutionär, Journalist                                                                                | 63    |       |
| 10. September | Salvador Montes de Oca                        | venezolanischer Bischof von Valencia, Kartäuser und Märtyrer                                                         | 48    |       |
| 10. September | Józef Szczepański                             | polnischer Dichter und Befehlshaber im Warschauer Aufstand                                                           | 21    |       |
| 10. September | Hermann Upmann                                | deutscher NSDAP-Funktionär                                                                                           | 42    |       |
| 11. September | Araki Jippo                                   | japanischer Maler des Nihonga                                                                                        | 71    |       |
| 11. September | Robert Benoist                                | französischer Rennfahrer                                                                                             | 49    |       |
| 11. September | Ludwig Fettweis                               | Architekt | 78    |       |
| 11. September | Alois Grimm                                   | deutscher Jesuit, Patrologe und Erzieher, der wegen Wehrkraftzersetzung hingerichtet wurde                           | 57    |       |
| 11. September | Paul Hartmann                                 | deutscher Kunsthistoriker                                                                                            | 75    |       |
| 11. September | Horst Hoffmeyer                               | deutscher SS-Funktionär, zuletzt im Rang eines SS-Brigadeführers und Generalmajors der Polizei                       | 41    |       |
| 11. September | Franz Kallenbach                              | deutscher Mykologe                                                                                                   | 51    |       |
| 11. September | Rudolf Kissinger                              | deutscher Pfarrer, Lehrer, Heimatforscher, Vereins- und Verbandsfunktionär                                           | 78    |       |
| 11. September | Joseph Müller                                 | deutscher Geistlicher und NS-Opfer                                                                                   | 50    |       |
| 11. September | Sven Schacht                                  | deutscher Journalist und NS-Opfer                                                                                    | 41    |       |
| 11. September | Adolf Sengel                                  | deutscher Elektroingenieur                                                                                           | 75    |       |
| 12. September | Georg Agde                                    | deutscher Chemiker                                                                                                   | 55    |       |
| 12. September | Paul Berglar-Schröer                          | deutscher Journalist und Schriftsteller                                                                              | 60    |       |
| 12. September | Wilhelm Crisolli                              | deutscher Offizier, zuletzt Generalmajor im Zweiten Weltkrieg                                                        | 49    |       |
| 12. September | Wilhelm Diehl                                 | deutscher evangelischer Theologe, Kirchenhistoriker und Landtagsabgeordneter                                         | 73    |       |
| 12. September | Alexander Alexandrowitsch Eichenwald          | russischer Physiker und Hochschullehrer                                                                              | 80    |       |
| 12. September | Kajioka Sadamichi                             | japanischer Vizeadmiral                                                                                              | 53    |       |
| 12. September | Pauline Klaiber-Gottschau                     | deutsche literarische Übersetzerin                                                                                   | 88    |       |
| 12. September | William Stickney                              | US-amerikanischer Golfspieler                                                                                        | 65    |       |
| 12. September | Wolfgang Graf Yorck von Wartenburg            | deutscher Politiker (NSDAP), MdR                                                                                     | 45    |       |
| 13. September | Yolande Beekman                               | französische Agentin der britischen nachrichtendienstlichen Spezialeinheit Special Operations Executive (SOE)        | 32    |       |
| 13. September | Ludwig Beltz                                  | deutscher Internist und medizinischer Direktor                                                                       | 62    |       |
| 13. September | Madeleine Damerment                           | französische Widerstandskämpferin                                                                                    | 26    |       |
| 13. September | Wilhelm Dieckmann                             | deutscher Offizier, Archival und Widerstandskämpfer im Dritten Reich                                                 | 51    |       |
| 13. September | Eugen Gura junior                             | österreichischer Schauspieler                                                                                        | 75    |       |
| 13. September | Eliane Plewman                                | französische Widerstandskämpferin                                                                                    | 26    |       |
| 13. September | William Heath Robinson                        | englischer Zeichner, Illustrator und Karikaturist                                                                    | 72    |       |
| 13. September | Fritz Schreiter                               | deutscher Kommunist und Widerstandskämpfer                                                                           | 52    |       |
| 14. September | Heinrich Graf zu Dohna-Schlobitten            | deutscher Generalmajor und Widerstandskämpfer                                                                        | 61    |       |
| 14. September | Julius Fastje                                 | deutscher Architekt und Immobilienhändler                                                                            | 71    |       |
| 14. September | Philipp Glenz                                 | deutscher Politiker (SPD), MdL (Volksstaat Hessen)                                                                   | 40    |       |
| 14. September | Heinrich Kühn                                 | österreichischer Fotograf                                                                                            | 78    |       |
| 14. September | Raffaele Manganiello                          | italienischer Politiker und Sportpolitiker der PNF                                                                   | 43    |       |
| 14. September | Michael Graf von Matuschka                    | deutscher Verwaltungsbeamter und Widerstandskämpfer, MdL                                                             | 55    |       |
| 14. September | Fritz Pook                                    | deutscher Theaterschauspieler und -intendant                                                                         | 86    |       |
| 14. September | Edward Potts                                  | britischer Turner | 63    |       |
| 14. September | Nikolaus Graf von Üxküll-Gyllenband           | Widerstandskämpfer                                                                                                   | 67    |       |
| 14. September | Hermann Josef Wehrle                          | deutscher katholischer Priester und Widerstandskämpfer                                                               | 45    |       |
| 15. September | John Peden                                    | irischer Fußballspieler                                                                                              | 81    |       |
| 15. September | Mala Zimetbaum                                | belgische Widerstandskämpferin                                                                                       | 26    |       |
| 16. September | Gustav Bauer                                  | deutscher Politiker (SPD), MdR, Ministerpräsident und Reichskanzler                                                  | 74    |       |
| 16. September | Hermann Eger                                  | deutscher Politiker (Zentrum), MdR                                                                                   | 67    |       |
| 16. September | Oswald Kanzler                                | deutscher Kommunalpolitiker und Parteifunktionär der SPD                                                             | 61    |       |
| 16. September | Max von Mallinckrodt                          | deutscher Gutsbesitzer und Autor                                                                                     | 70    |       |
| 16. September | Damien Parer                                  | australischer Kameramann und Fotograf                                                                                | 32    |       |
| 16. September | Heiko Ploeger                                 | deutscher Metallarbeiter und Opfer des Nationalsozialismus                                                           | 46    |       |
| 17. September | Karl Friederich                               | deutscher Ingenieur, Münsterbaumeister in Ulm                                                                        | 59    |       |
| 17. September | Alois Friedrich                               | deutscher Priester der Römisch-katholischen Kirche                                                                   | 76    |       |
| 17. September | Eugen Habermann                               | estnischer Architekt                                                                                                 | 59    |       |
| 17. September | Max Joseph Husung                             | deutscher Bibliothekar und Einbandforscher                                                                           | 61    |       |
| 17. September | Albert L. Marsh                               | US-amerikanischer Metallurg                                                                                          | 67    |       |
| 17. September | Karl Pannos                                   | österreichischer Turner                                                                                              | 36    |       |
| 17. September | Rita Rosani                                   | italienische Lehrerin und Widerstandskämpferin                                                                       | 23    |       |
| 17. September | Paul Stritter                                 | deutscher Theologe und Direktor der Alsterdorfer Anstalten                                                           | 80    |       |
| 17. September | Friedrich Zickwolff                           | deutscher Offizier, zuletzt Generalleutnant im Zweiten Weltkrieg                                                     | 55    |       |
| 18. September | Bernhard Bästlein                             | deutscher Politiker (SPD, USPD, KPD), MdR, MdHB und Widerstandskämpfer gegen den Nationalsozialismus                 | 49    |       |
| 18. September | Oswald Bosko                                  | österreichischer Gerechter unter den Völkern                                                                         | 37    |       |
| 18. September | Ruth Brandberg                                | schwedische Gartenarchitektin                                                                                        | 66    |       |
| 18. September | Robert George Cole                            | US-amerikanischer Soldat                                                                                             | 29    |       |
| 18. September | Hendrikus Colijn                              | niederländischer Militär, Geschäftsmann und Politiker                                                                | 75    |       |
| 18. September | Wolf Durmashkin                               | litauischer Komponist, Dirigent und Pianist                                                                          | 30    |       |
| 18. September | Karl Eugen Gass                               | deutscher Romanist                                                                                                   | 32    |       |
| 18. September | Franz Hunglinger                              | deutscher Offizier und Polizeibeamter                                                                                | 61    |       |
| 18. September | Franz Jacob                                   | deutscher Politiker (SPD, KPD), MdHB und Widerstandskämpfer gegen den Nationalsozialismus                            | 38    |       |
| 18. September | Anton Saefkow                                 | deutscher Kommunist und Widerstandskämpfer gegen den Nationalsozialismus                                             | 41    |       |
| 19. September | Guy Gibson                                    | britischer Offizier, Kommandeur der 617. Staffel der Royal Air Force                                                 | 26    |       |
| 19. September | Roy Hesketh                                   | südafrikanischer Rennfahrer und Pilot                                                                                |       |       |
| 19. September | Stefan Meier                                  | deutscher Politiker (SPD), MdR, NS-Opfer                                                                             | 54    |       |
| 19. September | Maurizio Moris                                | italienischer Flugpionier, General und Senator                                                                       | 83    |       |
| 19. September | Gustav Pielenz                                | deutscher Manager und Generaldirektor des Nahrungsmittelunternehmens Knorr                                           | 82    |       |
| 19. September | Alfred Rabofsky                               | österreichischer Schriftsetzer, Sanitätsunteroffizier und Widerstandskämpfer gegen den Nationalsozialismus           | 25    |       |
| 19. September | Heinrich Rausch von Traubenberg               | Experimentalphysiker                                                                                                 | 64    |       |
| 19. September | Franz Schönfeld                               | österreichischer Gemeindebeamter und Widerstandskämpfer gegen den Nationalsozialismus                                | 54    |       |
| 19. September | Marie Schönfeld                               | österreichische Regierungsassistentin und Widerstandskämpferin gegen den Nationalsozialismus                         | 46    |       |
| 20. September | Friedrich Boedicker                           | deutscher Vizeadmiral                                                                                                | 78    |       |
| 20. September | Lazar Fundo                                   | albanischer kommunistischer Politiker                                                                                | 45    |       |
| 20. September | Georg Gaß                                     | österreichischer Tierarzt, Publizist, Belletrist und Politiker, Landtagsabgeordneter                                 | 66    |       |
| 20. September | John Hollington Grayburn                      | britischer Leutnant und Träger des Victoriakreuzes                                                                   |       |       |
| 20. September | Peter Habernoll                               | deutscher Soldat und Antifaschist                                                                                    |       |       |
| 20. September | Aleksander Kõss                               | estnischer Fußballspieler                                                                                            |       |       |
| 20. September | Ferdinand von Sammern-Frankenegg              | österreichischer Politiker (NSDAP), MdR, Jurist, Generalmajor der Polizei und SS-Brigadeführer                       | 47    |       |
| 20. September | Alois Schönburg-Hartenstein                   | österreichischer Generaloberst und Verteidigungsminister                                                             | 85    |       |
| 21. September | Willy Bille                                   | dänischer Marinemaler                                                                                                | 55    |       |
| 21. September | James E. Ferguson                             | US-amerikanischer Politiker                                                                                          | 73    |       |
| 21. September | Giovanni Maria Mataloni                       | italienischer Maler und Plakatkünstler                                                                               | 76    |       |
| 21. September | Artur Phleps                                  | rumänisch-deutscher Offizier im Zweiten Weltkrieg                                                                    | 62    |       |
| 21. September | Arnold von Rümker                             | deutscher Landwirt                                                                                                   | 49    |       |
| 21. September | Max Thalmann                                  | deutscher Graphiker, Illustrator und Buchkünstler                                                                    | 54    |       |
| 22. September | Heinrich-Walter Bronsart von Schellendorff    | deutscher Offizier                                                                                                   | 38    |       |
| 22. September | Fritz Klein                                   | deutscher Widerstandskämpfer                                                                                         | 45    |       |
| 22. September | Karl Krickeberg                               | deutscher Pädagoge, Theaterschauspieler, Theaterleiter, Dramatiker und niederdeutscher Schriftsteller                | 77    |       |
| 22. September | Fritz Lindemann                               | deutscher Offizier und Mitglied im Widerstand gegen das Dritte Reich                                                 | 50    |       |
| 22. September | Fred Otto                                     | deutscher Architekt und Stadtbaurat                                                                                  | 60    |       |
| 22. September | Joachim Wünning                               | deutscher Politiker (NSDAP), MdR und Marineoffizier                                                                  | 46    |       |
| 23. September | Alden Anderson                                | US-amerikanischer Politiker                                                                                          | 76    |       |
| 23. September | Eduard Hamm                                   | deutscher Jurist und Politiker (DDP), MdR                                                                            | 64    |       |
| 23. September | Matylda Pálfyová                              | tschechoslowakische Turnerin                                                                                         | 32    |       |
| 23. September | Hermann Richtarsky                            | deutscher Landwirt und Politiker (Zentrum), MdL                                                                      | 87    |       |
| 23. September | Mathias Schmid                                | österreichischer katholischer Geistlicher und Politiker (CSP), Abgeordneter zum Nationalrat                          | 73    |       |
| 23. September | Józef Stanek                                  | polnischer Pallottiner                                                                                               | 27    |       |
| 23. September | John Symes                                    | britischer Cricketspieler                                                                                            | 65    |       |
| 24. September | Anton Dollacker                               | bayerischer Jurist und Heimatforscher                                                                                | 82    |       |
| 24. September | Arthur Green                                  | australischer Bischof                                                                                                | 86    |       |
| 24. September | Walter Grimmer                                | deutscher Lebensmittelchemiker und Hochschullehrer                                                                   | 66    |       |
| 24. September | Edith Lindenberg                              | deutsch-jüdische Aktivistin gegen den Nationalsozialismus                                                            | 57    |       |
| 24. September | Viktor Piisang                                | estnischer Fußballspieler                                                                                            | 26    |       |
| 24. September | Hugo Thimig                                   | österreichischer Theaterschauspieler                                                                                 | 90    |       |
| 24. September | Wilhelm Wegener                               | deutscher General der Infanterie                                                                                     | 49    |       |
| 24. September | Helen Hay Whitney                             | US-amerikanische Dichterin, Wohltäterin und Rennstall-Besitzerin                                                     | 68    |       |
| 24. September | Bernhard Wuttke                               | deutscher Beamter und Landrat                                                                                        | 42    |       |
| 25. September | Erich Borchert                                | deutscher Maler | 37    |       |
| 25. September | Walter Breisky                                | österreichischer Politiker (CS)                                                                                      | 73    |       |
| 25. September | Anton Hummler                                 | deutscher Widerstandskämpfer gegen den Nationalsozialismus                                                           | 36    |       |
| 25. September | Leo Justinus Kauffmann                        | elsässischer Komponist                                                                                               | 43    |       |
| 25. September | Eugeniusz Lokajski                            | polnischer Leichtathlet und Fotograf                                                                                 | 35    |       |
| 25. September | Josef Römer                                   | deutscher Jurist, Stabsoffizier und Widerstandskämpfer                                                               | 52    |       |
| 25. September | Jakob Schaffner                               | Schweizer Schriftsteller                                                                                             | 68    |       |
| 25. September | Alma Siedhoff-Buscher                         | deutsche Kunsthandwerkerin                                                                                           | 45    |       |
| 25. September | Heinrich Weber                                | deutscher Kommunalpolitiker (SPD) und Gewerkschafter                                                                 | 59    |       |
| 26. September | Manuk Abeghjan                                | armenischer Schriftsteller und Gelehrter                                                                             | 79    |       |
| 26. September | Ernst Bach                                    | deutscher Gynäkologe, SA-Führer und Hochschullehrer                                                                  | 45    |       |
| 26. September | Seweryn Barbag                                | polnischer Komponist, Musikwissenschaftler und -pädagoge                                                             | 53    |       |
| 26. September | Edwin J. Burke                                | US-amerikanischer Schauspieler, Regisseur und Drehbuchautor                                                          | 55    |       |
| 26. September | Karl Feiertag                                 | österreichischer Maler                                                                                               | 70    |       |
| 27. September | Hersz Berliński                               | jüdisch-polnischer Widerstandskämpfer                                                                                |       |       |
| 27. September | Helmut Bonnet                                 | deutscher Zehnkämpfer                                                                                                | 34    |       |
| 27. September | Alfred Brüggemann                             | deutscher Kapellmeister, Musikjournalist, Übersetzer und Komponist                                                   | 71    |       |
| 27. September | André Devambez                                | französischer Maler und Illustrator                                                                                  | 77    |       |
| 27. September | John Aloysius Duffy                           | US-amerikanischer Geistlicher, Bischof von Buffalo                                                                   | 59    |       |
| 27. September | Pola Elster                                   | Untergrundaktivistin und Widerstandskämpferin                                                                        | 32    |       |
| 27. September | Theodor Hürth                                 | deutscher Geistlicher und Generalpräses des Internationalen Kolpingwerkes                                            | 67    |       |
| 27. September | Fritz Willi Krohn                             | deutscher Filmarchitekt                                                                                              | 46    |       |
| 27. September | Aristide Maillol                              | französischer Bildhauer, Maler und Grafiker                                                                          | 82    |       |
| 27. September | Marie Madeleine                               | deutsche Schriftstellerin und Lyrikerin                                                                              | 63    |       |
| 27. September | Aimee Semple McPherson                        | amerikanische Evangelistin und Medienpersönlichkeit                                                                  | 53    |       |
| 27. September | Sergei Michailowitsch Prokudin-Gorski         | russischer Pionier der Farbfotografie                                                                                | 81    |       |
| 27. September | Mihai Robu                                    | römisch-katholischer Bischof von Jassy                                                                               | 60    |       |
| 27. September | Ezra Dwight Sanderson                         | US-amerikanischer Soziologe                                                                                          | 66    |       |
| 27. September | Benno Strauß                                  | deutscher Physiker und Metallurge                                                                                    | 71    |       |
| 27. September | Adolf Vedro                                   | estnischer Komponist und Musikpädagoge                                                                               | 53    |       |
| 28. September | Josef Bürckel                                 | deutscher Politiker (NSDAP), MdR, Gauleiter des Gaues Saarpfalz, Reichsstatthalter der Westmark                      | 49    |       |
| 28. September | Adalbert zu Erbach-Fürstenau                  | Landtagsabgeordneter Großherzogtum Hessen                                                                            | 83    |       |
| 28. September | Petr Ginz                                     | tschechischer Zeichner und Autor                                                                                     | 16    |       |
| 28. September | Aura Hertwig                                  | deutsche Fotografin                                                                                                  | 83    |       |
| 28. September | Käthe Niederkirchner                          | deutsche Widerstandskämpferin im Dritten Reich                                                                       | 34    |       |
| 28. September | Otto Ritschl                                  | deutscher evangelischer Theologe                                                                                     | 84    |       |
| 28. September | Franz Urbig                                   | deutscher Bankmanager                                                                                                | 80    |       |
| 29. September | Gerd Brüx                                     | deutscher Bildhauer                                                                                                  | 69    |       |
| 29. September | Heinrich Freese                               | deutscher Unternehmer                                                                                                | 91    |       |
| 29. September | Otto Herfurth                                 | deutscher Offizier, zuletzt Generalmajor im Zweiten Weltkrieg sowie Widerstandskämpfer                               | 51    |       |
| 29. September | Alfons Kotowski                               | Major der Polnischen Heimatarmee (Armia Krajowa)                                                                     | 45    |       |
| 29. September | Fritz von der Lancken                         | deutscher Offizier und Widerstandskämpfer                                                                            | 54    |       |
| 29. September | Marianne Latoschinski                         | deutsche Kommunistin und NS-Opfer                                                                                    | 41    |       |
| 29. September | Wilhelm Leuschner                             | Reichstagsabgeordneter, Widerstandskämpfer, NS-Opfer                                                                 | 54    |       |
| 29. September | Wilhelm Graf zu Lynar                         | deutscher Offizier, letzter Herr zu Lübbenau und Unterstützer des Attentats vom 20. Juli 1944                        | 45    |       |
| 29. September | Matt McQueen                                  | schottischer Fußballspieler und -trainer                                                                             | 81    |       |
| 29. September | Joachim Meichßner                             | deutscher Widerstandskämpfer                                                                                         | 38    |       |
| 29. September | Mario Musolesi                                | italienischer Partisan                                                                                               | 30    |       |
| 29. September | Joachim Sadrozinski                           | deutscher Widerstandskämpfer                                                                                         | 37    |       |
| 29. September | Karl Thürnau                                  | deutscher Bauingenieur und Hochschullehrer                                                                           | 67    |       |
| 29. September | Otto Zucker                                   | tschechoslowakischer Architekt, Bauingenieur, Zionist und stellvertretender Judenältester des Ghettos Theresienstadt | 51    |       |
| 30. September | Frederick Richard FitzGerald                  | britischer Landschaftsmaler und Aquarellist                                                                          | 75    |       |
| 30. September | Richard Kaselowsky                            | deutscher Unternehmer                                                                                                | 56    |       |
| 30. September | Zygmunt Kuźwa                                 | polnischer lutherischer Theologe und Widerstandskämpfer im Warschauer Aufstand                                       | 40    |       |
| 30. September | Hildegard Margis                              | deutsche Frauenrechtlerin, Autorin und Widerstandskämpferin gegen den Nationalsozialismus                            | 57    |       |
| 30. September | Adolf Strauss                                 | deutsch-böhmischer Komponist und Holocaustopfer                                                                      | 42    |       |
|               | Aleksandar Belew                              | bulgarischer Kommissar für Judenfragen während des Zweiten Weltkrieges                                               |       |       |
|               | Karl August Fritzsche                         | deutscher Fabrikant                                                                                                  | 73    |       |
|               | Ernst de Jonge                                | niederländischer Widerstandskämpfer und Ruderer                                                                      | 30    |       |
|               | Werner Kappler                                | deutscher Klassischer Philologe                                                                                      | 41    |       |
|               | Herman Kruk                                   | polnischer Bibliothekar, Sekretär der Warschauer „Kultur-Liga“, Chronist und Bibliothekar im Ghetto Wilna            | 47    |       |
|               | Carlo Martinenghi                             | italienischer Leichtathlet                                                                                           |       |       |
|               | Kurt Weiland                                  | deutscher Widerstandskämpfer                                                                                         | 34    |       |